# 長塚忠策

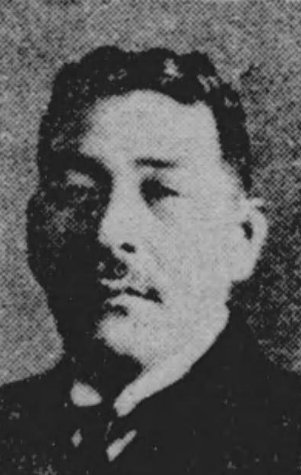
長塚忠策

長塚 忠策（ながつか ちゅうさく、1879年（明治12年）3月10日 - 1948年（昭和23年）9月12日）は、日本の衆議院議員（立憲民政党）。弁護士。

## 経歴
茨城県北相馬郡稲戸井村（現在の取手市）出身。東京法学院（現在の中央大学）を卒業し、1901年（明治34年）に判事検事登用試験に合格した。司法官試補として水戸区裁判所に勤務し、1903年（明治36年）からは判事として横浜区裁判所、前橋地方裁判所に勤務した。1906年（明治39年）に退官して、新治郡土浦町（現在の土浦市）に弁護士事務所を開いた。土浦町会議員を経て、1915年（大正4年）から茨城県会議員を務めた。
1930年（昭和5年）、第17回衆議院議員総選挙に出馬し、当選を果たした。